# Xiao (powiat)
Xiao (chiń. upr. 萧县; chiń. trad. 蕭縣; pinyin Xiāo Xiàn) – powiat w północno-zachodniej części prefektury miejskiej Suzhou w prowincji Anhui w Chińskiej Republice Ludowej. Liczba mieszkańców powiatu, w 2010 roku, wynosiła 1 130 916.